# El Rosal, Jilotepec
El Rosal är en ort i Mexiko, tillhörande kommunen Jilotepec i den västra delen av delstaten Mexiko. Orten hade 1 234 invånare vid folkräkningen 2010.